# Triplectides minutus
Triplectides minutus là một loài Trichoptera trong họ Leptoceridae. Chúng phân bố ở miền Australasia.